# Ghiacciaio Jorda
Il ghiacciaio Jorda è uno ghiacciaio lungo circa 30 km situato nella regione meridionale della Terra di Oates, nell'Antartide orientale. Il ghiacciaio, il cui punto più alto si trova a circa 1900 m s.l.m., si trova nell'entroterra della costa di Shackleton e ha origine dal versante orientale dei monti Churchill, in particolare dalla zona compresa tra il monte Pyramid, a sud, e il monte Frost, a nord, da cui fluisce verso est fino a unire il proprio flusso a quello del ghiacciaio Nursery, nei pressi dell'estremità meridionale dell'altopiano di Kelly.

## Storia
Il ghiacciaio Jorda è stato mappato da membri dello United States Geological Survey (USGS) grazie a fotografie aeree scattate dalla marina militare statunitense (USN) nel periodo 1960-62, e così battezzato dal Comitato consultivo dei nomi antartici in onore del tenente comandante Henry P. Jorda, della USN, un pilota dello squadrone VX-6 impegnato nella prima Operazione Deep Freeze, nel periodo 1955-56.